# Octarrhena parvula
Octarrhena parvula är en orkidéart som beskrevs av George Henry Kendrick Thwaites. Octarrhena parvula ingår i släktet Octarrhena och familjen orkidéer. Inga underarter finns listade i Catalogue of Life.

## Bildgalleri

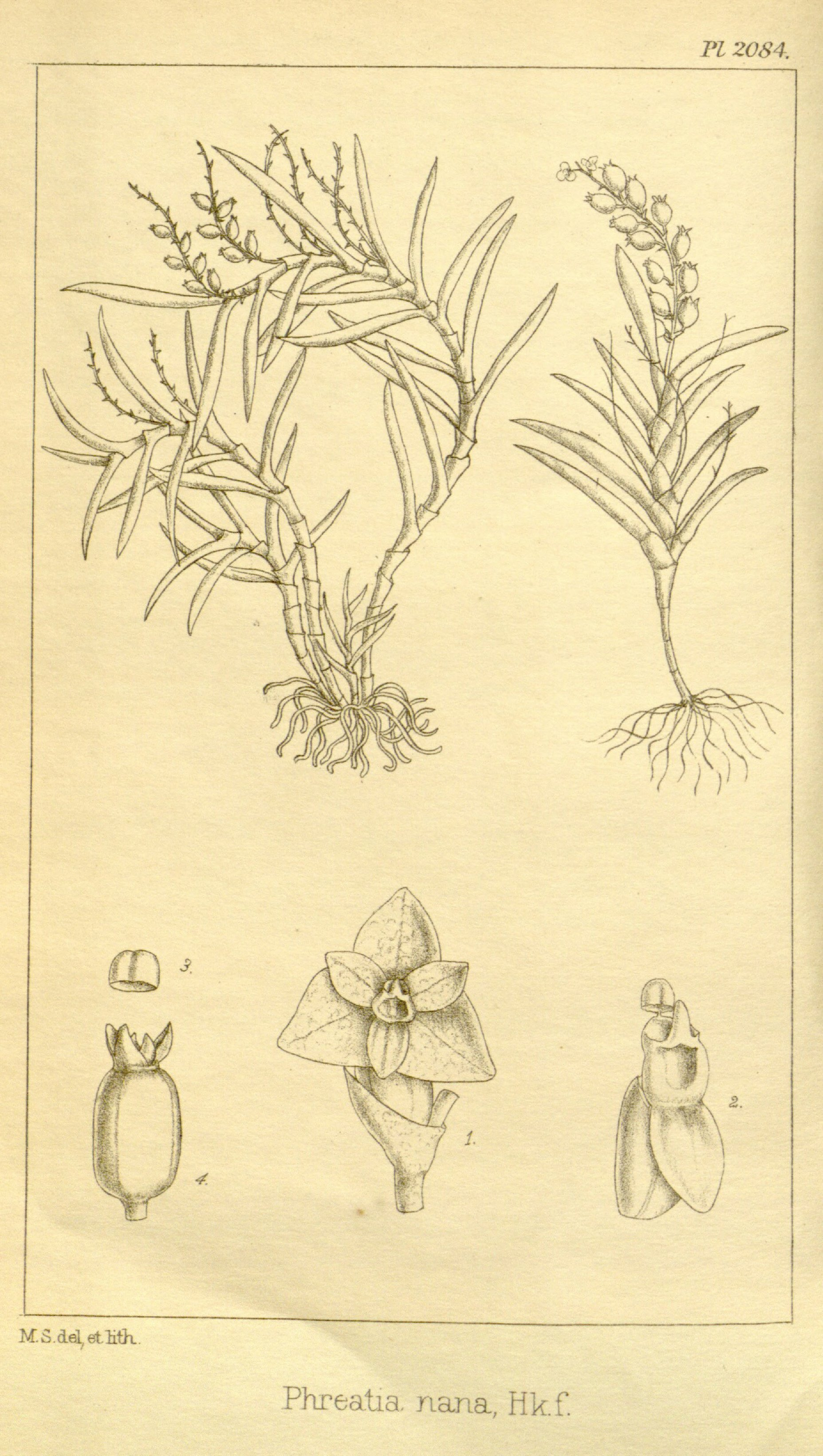